# Litoscalpellum intermedium
Litoscalpellum intermedium är en kräftdjursart som först beskrevs av Hoek 1883.  Litoscalpellum intermedium ingår i släktet Litoscalpellum och familjen Scalpellidae. Inga underarter finns listade i Catalogue of Life.